# Çinamak
Çinamak (néha Qinamak) falu és régészeti lelőhely Albánia északkeleti részén, Kukës városától légvonalban 8, közúton 24 kilométerre délnyugati irányban, a Fekete-Drin bal partján. Legfőbb nevezetessége a határában, a Fekete-Drin hosszan elnyúló folyóteraszán feltárt, a bronzkor kései szakaszától a római hódítás évszázadaiig, egy évezreden át használt illír halomsírtemető.

## A çinamaki halomsírok
A Fekete-Drin bal partján, a falutól keleti–északkeleti irányban mintegy 1 kilométer hosszan elnyúló folyóteraszon tárták fel a çinamaki halomsírtemetőt, amely a Kukës környéki bronz- és vaskori temetkezési helyek (Kruma, Bardhoc, Këneta stb.) közül a halomsírok számát, méretét, gazdag sírmellékleteit és használatának időtartamát tekintve régészeti szempontból kiemelkedő jelentőségű. Az 1969-ben megindult feltárások során hatvanhét halomsírt azonosítottak, ebből huszonnyolcat tártak fel. A régészeti eredmények alapján a legrégebbi központi sírok a bronzkor kései szakaszára, az i. e. 2. évezred végére keltezhetőek, de intenzíven a vaskor kezdetén, az i. e. 1. évezred elején vették használatba a temetőt, a legtöbb temetésre pedig az i. e. 7–4. századok között került sor. A temető csaknem ezer esztendeig volt használatban, utoljára Illíria római meghódítása után, az i. e. 1. században hantolta el itt halottait a környék népe. A legkorábbi, késő bronzkori régészeti rétegek sírmellékletei a glasinac–mati műveltséghez kötik Çinamak korabeli népességét. A vaskori sírok feltárt anyaga arra utal, hogy illírek éltek a környéken, tárgyi kultúrájuk a közeli labeátokévál és pirusztákéval egyaránt párhuzamba állítható, de a vaskor későbbi szakaszaiban egyre inkább a dardánokéval mutatott rokonságot, ez alapján feltételezik, hogy a dardán népesség délkeleti csoportjai lakhatták a környéket. A település vagy települések, amelyekhez a halomsírok tartoztak, nem ismertek, de a gazdag, epiruszi, apollóniai, epidamnoszi, szkodrai stb. importkerámiákat és pénzérméket is tartalmazó sírmellékletek – valamint a földrajzi helyzet: a Fekete-Drin és a Drin völgyeinek találkozása – arra utalnak, hogy népessége kereskedelmi utak metszéspontjában élt, szilárd gazdasági alapokon álló, jól fejlett társadalomba szerveződött.
Az egyes halomsírok magassága 0,35 és 2,5 méter, míg átmérője 16 és 24 méter között váltakozik. A viszonylagosan nagy méreteket az elhantoltak magas száma magyarázza: az 1969-ben Bep Jubani által feltárt négy halomsír például 159 embernek szolgált nyughelyül. Halottaikat sírgödörben helyezték el, ritkán kezdetleges deszkakoporsóban, a gödröt esetenként kőlapokkal bélelték és fedték le. A sírra ezt követően összetört agyagedények cserepeivel kevert földet halmoztak, amit végül egy kőréteggel takartak le. A hamvasztásos temetés ritka, és csak a legkésőbbi temetésekre jellemző. A sírmellékletek gazdagok: a fazekastermékek és bronzedények mellett számottevő a fegyverek (lándzsa- és nyílhegyek), kések és egyéb vágóeszközök, az ékszerek, különösen a borostyánékek jelenléte. Az ásatások egyik legbecsesebb lelete egy i. e. 5. századi illír típusú bronzsisak, valamint az az éremkincslelet, amelyben elsőként találtak a kutatók labeát vereteket.
A halomsírok közvetlen közelében egy kora középkori temetőt is feltártak a régészek, valamint nevezetes a Fekete-Drin túlpartján feltárt kilenc kënetai halomsír, amelyek 1976-ban, a Fierzai-tó felduzzasztásával víz alá kerültek.